# قاسية النواة البيرية
قاسية النواة البيرية (من الإغريقية: ⟨⟨sklērós⟩، تعني قاسي"، وkáryon، "النواة" ، في إشارة إلى النواة الموجود داخل لب الفاكهة)، والمعروف باسم المارولا، هي شجرة نفضية متوسطة الحجم، وهي شجرة حاملة للفواكهة، موطنها الأصلي غابات ميومبو في جنوب إفريقيا، ونطاق سودانو الساحلي في غرب إفريقيا، وغابات السافانا في شرق إفريقيا ومدغشقر.